# Zézette de Sète
La zézette de Sète est un biscuit sablé parfumé à l'arôme de vanille qui est fait à base de farine de blé, d'huile d'olive et de muscat de Frontignan.

## Ingrédients
Les ingrédients nécessaires à la confection de ce biscuit sont de la farine de blé, du muscat de Frontignan, du sucre en poudre, de l'huile d'olive et de l'arôme vanille.

## Préparation
La technique de préparation consiste à mélanger le sucre et le muscat de Frontignan, puis à y rajouter un peu d'huile et de farine, afin de travailler la pâte en boule. Ensuite, il est prélevé des petites boules qui sont roulées en forme de navette. Celles-ci sont enrobées de sucre puis enfournées pour cuire.

## Fabrication artisanale
Une biscuiterie artisanale, La Belle Époque, créée en 1997 à Frontignan commercialise en France et à l'étranger (Allemagne, Belgique, Royaume-Uni) la Zézette de Sète, dont elle a déposé la marque. Depuis 2010, lors de sa participation au salon Vinisud de Béziers, un marché d'exportation s'est ouvert vers la Chine, via Shanghai.

## Origine
La Zézette de Sète est introduite par Gaston Bentata à la fin des années 1970 ; ce biscuit d'origine pieds-noirs avait bercé son enfance. Il décide de le commercialiser en 1994 avant de le déposer l'année suivante. Il fonde alors son entreprise La Belle Époque. Aujourd'hui, ce produit local est vendu dans plusieurs enseignes. Cependant, il existe sous plusieurs noms. On trouve ainsi des « pitchounettes », « bistouquettes », « z’zettes » s’inspirant du nom d’origine, celui-ci étant une marque déposée.